# Groźny brzeg
Groźny brzeg (tytuł oryginalny: Bregu i ashpër) – albański film fabularny z roku 1988 w reżyserii Drity Koçi-Thana.
Pod koniec II wojny światowej Luljeta zostaje skierowana przez partię do podjęcia działalności w jednym z górskich okręgów. Tam jednak zasady prawa zwyczajowego są na tyle silne, że miejscowa ludność nie akceptuje tego, że kobieta prowadzi działalność publiczną.

## Obsada
- Violeta Kraja jako Luljeta
- Nikolla Llambro jako Vasil
- Jul Nenshati jako Niku
- Ramiz Rama jako Zef
- Tonin Ujka jako Kola
- Kolë Kaftalli jako przewodniczący Petrit
- Ismet Zusi jako Bekim
- Zef Nikolla jako Froka
- Mirketa Çobani jako Trina
- Orest Guxo
- Ndrek Shkjezi
- Jonida Velo